# أليخاندرو أوليفيرا
أليخاندرو أوليفيرا (بالبرتغالية: Alex Oliveira) هو مصارع رياضي برازيلي، ولد في 21 يونيو 1988 في ريو دي جانيرو في البرازيل.

## وصلات خارجية
- أليخاندرو أوليفيرا على موقع يو إف سي (الإنجليزية)
- أليخاندرو أوليفيرا على موقع شيردوغ (الإنجليزية)
- أليخاندرو أوليفيرا على موقع Tapology.com (الإنجليزية)
- أليخاندرو أوليفيرا على موقع IMDb (الإنجليزية)
- أليخاندرو أوليفيرا على موقع قاعدة بيانات الفيلم (الإنجليزية)